# Popis kometa Hironove vrste
Popis kometa Hironove vrste (eng. Chiron-type comet, CTC).
| Oznaka kometa | Otkrivatelj ili imenitelj | Ophodno vrijeme (godine) | Poluglavna os (AU) | Inklinacija (°) | Eksc. | uk./ aps. mag (M1) | Klasa | NEC | Ref |
| ------------- | ------------------------- | ------------------------ | ------------------ | --------------- | ----- | ------------------ | ----- | --- | --- |
| 39P/Oterma    | L. Oterma                 | 19,53                    | 7,251              | 1,943           | 0,246 | 5,                 | CTC   | –   | JPL |
| 165P/LINEAR   | LINEAR                    | 76,69                    | 18,050             | 15,905          | 0,622 | 8,0                | CTC   | –   | JPL |
| 166P/NEAT     | NEAT                      | 51,73                    | 13,883             | 15,368          | 0,383 | 4,5                | CTC   | –   | JPL |
| 167P/CINEOS   | CINEOS                    | 64,85                    | 16,141             | 19,127          | 0,270 | ?                  | CTC   | –   | JPL |

39P/Oterma bio je kvazi-Hildin komet prije bliskog prilaza Jupiteru 1963. godine.